# Макфаррен, Джордж Александр
Джордж Александр Макфаррен (англ. George-Alexander Macfarren; 2 марта 1813 — 31 октября 1887) — британский композитор, музыкальный теоретик и педагог.

## Биография
Написал много ораторий и кантат, из которых особенно популярна была «The lady of the lake» (1877).
Среди произведений Макфаррена оперы: «Devil’s Opera», «Don Quixote», «Charles II», «Robin Hood», «Jessy Lea» (1863), «She stoops to conquer», «The soldier’s legacy», «Helvellyn»; оратории «Иоанн Креститель», «Воскресение», «Иосиф», «Царь Давид»; кантаты: «The sleeper awakened», «Lenora», «Mayday», «Christmas», «The lady of the lake»; увертюры «Chevy chase», «Гамлет», «Ромео и Юлия», «Венецианский купец», «Дон-Карлос».
Кроме того, Макфаррен гармонизировал старинные мелодии У. Чеппела «Popular music of olden time», шотландские и ирландские песни. Написал педагогические и теоретические сочинения: «Rudiments of harmony», «On the structure of a sonata», «80 sentences to illustrate chromatic chords», «Six lectures on harmony» (1867), «Counterpoint».
Мэкфаррен известен как издатель «Synoptical Analyses» филармонических концертов.